# Barbara Manning
Pour les articles homonymes, voir Manning.
Barbara Manning (née à San Diego, Californie) est une auteur-interprète guitariste de rock indépendant américaine.
En sus de sa carrière solo, elle a été active dans de nombreux groupes, comme 28th Day (avec Cole Marquis), World of Pooh, S.F. Seals et The Go-Luckys!. Elle est connue pour ses reprises de The Bats (Smoking Her Wings), Richard Thompson (The End of the Rainbow), Nico (These Days) et Amon Düül (Marcus Leid).
En 1995, elle chante sur San Diego Zoo, première piste de l'album concept de Stephin Merritt Wasps' Nests. En 1994, elle interprète la chanson de Marianne Faithfull The Shalala Song dans Mod Fuck Explosion, film de Jon Moritsugu.

## Discographie sélective

### 28th Day
- 28th Day, 1985.
- Complete Recordings, 2003.

### Barbara Manning
- Lately I Keep Scissors, 1988.
- One Perfect Green Blanket, 1992.
- Sings With the Original Artists, 1993. (avec Stuart Moxham des Young Marble Giants et Jon Langford de The Mekons)
- 1212, 1997.
- In New Zealand, 1999.
- Under One Roof: Singles and Oddities, 2000.
- You Should Know by Know, 2001.
- Super Scissors, 2008.

### World of Pooh
- The Land of Thirst, 1989.
- A Trip to Your Tonsils EP, 1993.

### S.F. Seals
- Baseball Trilogy EP, 1993.
- Nowhere, 1994.
- Truth Walks in Sleepy Shadows, 1995.

### Glands of external secretion
- Northern Exposure Will Be Right Back, 1995.
- Glands of External Secretion, 1997.
- Who's Who in Hospitalization, 1997.

### Snowmen
- Soundproof, 1995.
- In Orbit, 1996.

### The Go-Luckys!
- Homeless Where the Heart Is, 1999.
- You Should Know By Now, 2001.
- Transatlantic Trips, 2002.
- A mountain, 2003.

## Sources